# Heart's Desire
Heart's Desire es un pueblo canadiense situado en la provincia de Terranova y Labrador.

## Superficie
Heart's Desire tiene una superficie de 17,02 km².

## Demografía
En 2021, tenía 184 habitantes, una densidad poblacional de 10,8 hab./km², y 122 viviendas.